# قصة غرام فلامنكا
فلامِنكا ( اللفظ الصوتي باللغة الأوكسيتانية: [flaˈmeŋka] ) هي قصة حب من القرن الثالث عشر، كتبت باللغة الأوكسيتانية في أوكسيتانيا . قد يكون السير برنارديت هو المؤلف ولكن برنارديت المذكور قد يكون ببساطة الراوي الخيالي لا أكثر. لا شيء معروف على وجه اليقين عن المؤلف، ومع ذلك، يمكن الاستدلال على عدد من الأشياء من خلال وقائع القصة بحد ذاتها. ربما لم يكن المؤلف منشدًا، بل رجل دين ، على الأرجح في خدمة عائلة Roquefeuil في محكمة الغا وربما قد كتب قصص الحب الشاعرية في دير البينديكتين في نانت في أفيرون وربما كان شخص ضليع وقد درس في جامعة باريس. من المحتمل ان المؤلف من مواليد رورج (Rouergue) ، بناءً على أوجه التشابه اللغوي في اللغة المستخدمة في الرواية ولهجة المنطقة.
معظم الإيحاءات الأدبية في الرواية مأخوذة من مصادر فرنسية قديمة.

## في الثقافة الشعبية
المغنية الاسبانية روزاليا استوحت فكرة البومها El Mal Querer من قصة غرام فلامِنكا. تمت تسمية كل أغنية في الالبوم على اسم كل فصل من الكتاب.

## روابط خارجية
- Le Roman de Flamenca corpus (جامعة إنديانا، بلومنجتون)